# Первомайское (Первомайский сельский совет)
Первома́йское (укр. Первомайське) — село на Украине, находится в Тельмановском районе Донецкой области. Под контролем самопровозглашённой Донецкой Народной Республики. Административный центр Первомайского сельсовета.

## География
В Донецкой области находится ещё 6 одноимённых населённых пунктов, в том числе ещё одно село Первомайское в том же Тельмановском районе (к западу от Мичурина), село Первомайское в соседнем Новоазовском районе.

#### Соседние населённые пункты по странам света
ССВ: Вершиновка
СЗ: Воля, Мичурино, Богдановка
СВ: Кузнецово-Михайловка, Черевковское
З: Тельманово
В: —
ЮЗ: Зерновое, Свободное
ЮВ: Греково-Александровка, Михайловка
Ю: Терновка

## Происхождение названия
Село было названо в честь праздника весны и труда Первомая, отмечаемого в различных странах 1 мая; в СССР он назывался Международным днём солидарности трудящихся.
На территории Украинской ССР имелись 50 населённых населённых пунктов с названием Першотравневое и 27 — с названием Первомайское.
В Донецкой области в границах 2014 г. находятся семь одноимённых населённых пунктов, в том числе два - в Тельмановском районе: село Первомайское к востоку от Тельманова, село Первомайское к западу от Мичурина; сёла Первомайское в Добропольском районе; Первомайское в Никольском районе; Первомайское в Новоазовском районе; Первомайское в Ясиноватском районе; посёлок Первомайское Снежнянского городского совета.

## Население
Население по переписи 2001 года составляло 521 человека.

## Общие сведения
Код КОАТУУ — 1424885901. Почтовый индекс — 87133. Телефонный код — 6279. Не путать с одноимённым селом Первомайское Мичуринского сельсовета, которое также расположено в Тельмановском районе.

## Адрес местного совета
87133, Донецкая область, Тельмановский р-н, с.Первомайское